# (15484) 1999 CU46
A (15484) 1999 CU46 a Naprendszer kisbolygóövében található aszteroida. A LINEAR projekt keretében fedezték fel 1999. február 10-én.